# Wargroove
Wargroove es un videojuego de estrategia por turnos desarrollado y publicado por Chucklefish . Fue lanzado para Nintendo Switch, Windows y Xbox One el 1 de febrero de 2019, mientras que la versión de PlayStation 4 fue lanzada el 23 de julio de 2019.

## Jugabilidad
Wargroove es un videojuego de estrategia por turnos al estilo de Nintendo Wars en el que los jugadores exploran mapas y luchan contra enemigos. Los jugadores pueden elegir tomar el control de uno de los quince comandantes, cada uno con su propia campaña, motivaciones y personalidad.
El juego admite multijugador local y en línea, incluido un modo jugador contra jugador y un modo cooperativo. El juego presenta herramientas de edición de campañas que permiten a los jugadores crear sus propios mapas. También hay un editor del mundo para vincular diferentes misiones; esto puede permitirle al jugador crear rutas de ramificación y establecer misiones que puede desbloquear bajo ciertas condiciones.

## Sinopsis

### Ambientación
Wargroove tiene lugar en la isla continente de Aurania. En el pasado distante, Aurania fue gobernada por dos grandes naciones: Sigilia en el este y Cacofonía en el oeste. Sigilia y Cacofonía se vieron envueltos en una guerra apocalíptica llamada La Gran Disonancia que terminó con la destrucción de ambas naciones y el sellado de un arma terrible creada por los magos de Cacofonía: Réquiem. Miles de años después, han surgido cuatro nuevos países en Aurania. En las praderas del oeste se encuentra el pacífico y próspero Reino de Guíndal. Al sur de Guíndal se encuentra Macabria, una tierra dura donde los muertos vivientes y los vivos coexisten tenuemente. Macabria suele ser una anarquía, pero cada pocas décadas, un nuevo señor de la guerra domina el guantelete macabro nigromántico y lo usa para reunir un ejército de muertos vivientes para invadir áreas más hospitalarias de Aurania. Al norte de Guíndal se encuentran las tierras de los floránidos, dominados por el turbio Bosque Umbrío, donde los agresivos floránidos, parecidos a plantas, tienen su hogar. El este de Aurania es la sede del imperio de Cantaria, una nación tecnológicamente más avanzada de inventores y artesanos. La armada de Cantaria es insuperable y les ha permitido establecer colonias en tierras al otro lado del mar.

### Argumento
Tras el asesinato del rey Mercival II de Guíndal por la Gran Vampiro Sígrid de Macabria, la joven hija de Mercival, Mercia, es coronada reina y pronto se enfrenta a una invasión de no muertos, la Legión de Macabria. A pesar de los primeros éxitos contra el exaltado comandante de Macabria, Ragna, los números de la Legión abruman las defensas de Guíndal, y Valder, el Señor de Macabria y portador del guantelete macabro, hace que la Reina Mercia y su ejército se retiren. El mentor de Mercia, el mago real Émeric, le aconseja que busque la ayuda de la emperatriz Tenri del imperio de Cantaria.
En el camino, una serie de malentendidos conducen a enfrentamientos tanto con la tribu de los floránidos como con Cantaria, pero finalmente Mercia se encuentra con Tenri y se le otorgan barcos y suministros, lo que le permite lanzar una contrainvasión marítima de Macabria. Mercia finalmente se enfrenta a Valder en su fortaleza, pero Sígrid la ataca por la espalda. El vampiro deja escapar que ella orquestó la guerra engañando a Guíndal y Macabria para que pensaran que cada uno estaba atacando al otro, y luego se fuga con la espada de la familia de Mercia, la Guidálibur; El objetivo de Sígrid desde el principio había sido encontrar la clave para abrir el antiguo arma Réquiem para poder conquistar el mundo, y el Guidálibur había sido esa clave todo el tiempo. Con Valder ahora del lado de Mercia, ella persigue a Sígrid hasta el volcán Nido de Dragón y la derrota, pero es demasiado tarde para evitar que se abra. Mercia y sus aliados avanzan hacia el volcán y luchan contra el espíritu de Elodie, la princesa de Cacofonía y guardiana de Réquiem, y luego Mercia se ve obligada a vencer a un oscuro doppelganger de sí misma para destruir a Réquiem antes de que se desate su maldad. Con Réquiem neutralizado y el padre de Mercia vengado, la paz vuelve a asentarse en Aurania.

## Desarrollo y lanzamiento
Wargroove fue desarrollado por Chucklefish para Microsoft Windows, Nintendo Switch, PlayStation 4 y Xbox One. Los desarrolladores se inspiraron en videojuegos portátiles con jugabilidad táctica accesible, como Advance Wars (2001). Chucklefish sintió que no había títulos disponibles en la generación actual de dispositivos de juegos que representaran este género de videojuegos. Se creó pixel art de alta resolución para los gráficos del juego. El videojuego fue revelado en febrero de 2017 y originalmente estaba programado para ser lanzado a principios de 2018, pero eventualmente fue retrasado hasta el 1 de febrero de 2019, con la versión de PlayStation 4 lanzada el 23 de julio de 2019.

## Recepción
Wargroove recibió "críticas generalmente favorables" según el agregador de reseñas de videojuegos Metacritic. El costo de desarrollo del videojuego se recuperó tres días después de su lanzamiento.

### Premios
| Año  | Premio                                                  | Categoría                            | Resultado | Ref    |
| ---- | ------------------------------------------------------- | ------------------------------------ | --------- | ------ |
| 2018 | Game Critics Awards                                     | Mejor juego de estrategia            | Nominado  | [ 18 ] |
| 2019 | Premios de The Independent Game Developers' Association | Mejor juego de estrategia            | Ganador   | [ 19 ] |
| 2019 | Premios de The Independent Game Developers' Association | Mejor juego de un estudio pequeño    | Nominado  | [ 19 ] |
| 2019 | Premios Titanium                                        | Juego independiente del año          | Nominado  | [ 20 ] |
| 2019 | The Game Awards 2019                                    | Mejor juego de estrategia            | Nominado  | [ 21 ] |
| 2020 | 23.º premios anuales D.I.C.E.                           | Logro destacado en el juego en línea | Nominado  | [ 22 ] |
| 2020 | NAVGTR Awards                                           | Juego, Estrategia                    | Nominado  | [ 23 ] |